# Roetkopstruikgors
De roetkopstruikgors (Atlapetes fuscoolivaceus) is een zangvogel uit de familie Passerellidae (Amerikaanse gorzen).

## Verspreiding en leefgebied
Deze soort is endemisch in Colombia.